# Атаульф
Атаульф — король вестготов в 410—415 годах из династии Балтов.

## Биография

### Происхождение
Атаульф был братом жены Алариха I и также принадлежал к роду Балтов.

### Атаульф в Италии

#### Первое упоминание Атаульфа
Осенью 408 года Аларих выразил желание, чтобы Атаульф, находившийся в Верхней Паннонии, присоединился к вторжению в Италию. В связи с этим в источниках впервые появляется имя Атаульфа. В конце 410 года после смерти Алариха, Атаульф был избран королём вестготов. В течение 411 года готы ещё оставались в Италии, где творили страшные бесчинства. Однако подробности этого неизвестны.

#### Атаульф — романизированый варвар
Атаульф представлял собой тип уже романизированного варвара. Он понял, что варварам нельзя прочно обосноваться на римской земле, не приняв законов и учреждений римской цивилизации. Поэтому главное стремление его было в том, чтобы сблизиться с римлянами. Позднее, во время своего пребывания в Нарбонне он сказал, что поначалу хотел разрушить Римскую империю, чтобы установить на её месте империю готов. Однако непривычка его соплеменников к законам и дисциплине убедила его в том, что будет лучше, если вестготы войдут в историю как воссоздатели Римской империи.
Примечательно сообщение готского историка Иордана о намерениях прежнего короля вестготов Алариха I. Как сообщает Иордан, Аларих просил императора Гонория поселить вестготское племя в Италии, чтобы оно жило рядом с римлянами и оба народа стали как бы единым целым. Следовательно, уже Аларих стремился к сближению римлян и вестготов, которое должно было в итоге привести к слиянию. Проготская политика римского полководца Стилихона указывает на то, что он надеялся найти понимание среди готов. Таким образом, концепция Атаульфа возникла не на пустом месте, скорее, она представляется естественным продолжением прежних тенденций. Причины этого были как материального, так и идейного порядка. Вестготы убедились, что все победы над Римом не имеют никакой цены, если не удаётся добыть продовольствие. Кроме того, вожди вестготов довольно рано оценили значение государственной организации. В словах Атаульфа звучит уважение к римскому строю и порядку.

#### Обязательство перед Римом отвоевать Галлию
Он возобновил переговоры с равеннским двором, прося руки Галлы Плацидии, прекрасной сестры императора Гонория, которая была взята в плен ещё Аларихом I во время осады Рима в 409—410 годах и отдана Атаульфу.
Атаульф отказался от африканских планов Алариха и обязывался отвоевать для императора Галлию, если его назначат главным римским военачальником. В конце 412 года готы очистили среднюю и южную Италию и отправились через Альпы на запад.

### Атаульф в Галлии

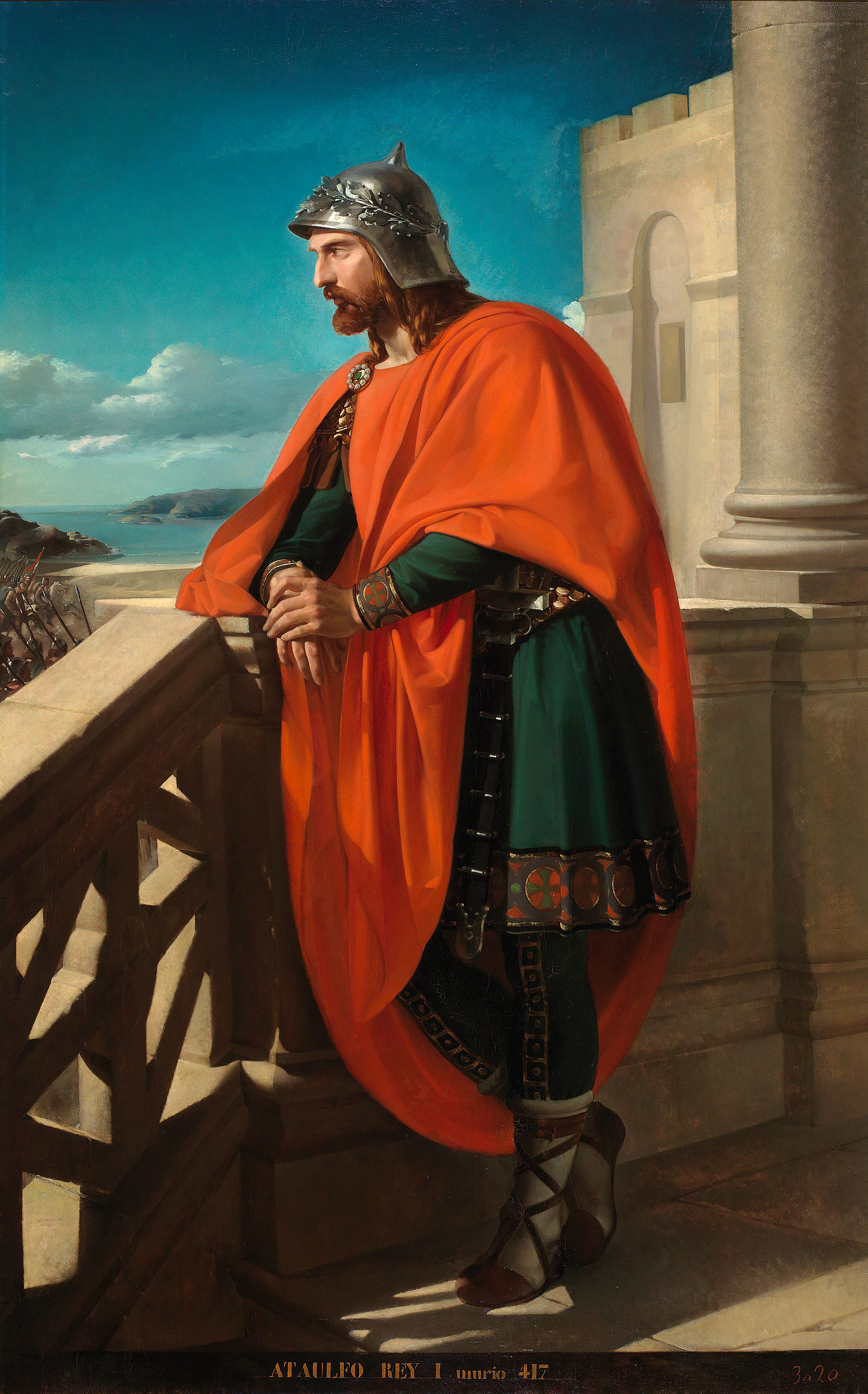
Атаульф — король вестготов. Картина художника Райму́ндо де Мадра́со и Гарре́та (1841—1920). Написана в 1888 году. Здание Конгресса депутатов Испании

#### Обстановка в Галлии
Политическое положение в Галлии было чрезвычайно запутано. Узурпатор Константин III осенью 411 года покорился Гонорию, но вместо него о своих притязаниях на императорский трон, при поддержке двух варварских вождей (аланского — Гоара и бургундского — Гундахара) объявил новый претендент — представитель высшей галло-римской знати Иовин. Власть Иовина распространилась на Британию и на Южную Галлию, но узурпатор стремился в Италию. У Иовина был расчёт на содействие Атаульфа в борьбе против Гонория, но попытки Иовина договориться с Атаульфом закончились провалом.
Префект претория Дардан, высшее должностное лицо в Галлии, побудил Атаульфа вступить в переговоры с Гонорием. На сей раз обе стороны были готовы к компромиссу. Вестготы удовольствовались передачей им для поселения провинции Аквитания и сопредельных земель в Новемпопулании и Первой Нарбоннской провинции. Сверх того, они получили согласие на поставки столь необходимого им зерна. Со своей стороны, вестготы обязались сражаться за Римскую империю в качестве федератов. Уже в 413 году готы воспринимались как аквитанские федераты. Город Бордо открыл ворота и дружественно принял готов. Переданные вестготам территории охватывали значительную часть западной и юго-западной Франции с городами Бордо, Тулузой и Пуатье. С другой стороны, вестготы не получили выхода к Средиземному морю, сохранение власти над которым оставалось первоочередной задачей императора.

#### Атаульф борется с узурпаторами
После этого Атаульф стал резко враждебен к Иовину и открыто принял сторону императора. Недовольство Иовина возросло ещё больше, когда Атаульф выступил против своего давнего врага гота Сара. Cap покинул Гонория потому, что император оставил убийство его доместика Беллерида без внимания и не повелел произвести расследования. Атаульф, узнав об этом, собрал десять тысяч воинов и пошёл навстречу Сару, с которым было только восемнадцать или двадцать человек. В завязавшейся драке Сар совершил героические подвиги, достойные удивления, и его с трудом захватили в плен, зажав между щитами, но потом убили. Иовин объявил своим соправителем своего брата Себастиана, но Атаульф захватил последнего и обезглавил, а его голову отправил императору. Затем он осадил Валенсию, куда бежал сам Иовин.
Иовин сдался ему и был отправлен к императору. Эпарх Дардан собственноручно убил его. Вместе с ним были казнены и его приближенные — префект Децимий Рустик, примицерий нотариев Агроэций и другие. Головы обоих узурпаторов — Себастиана и Иовина — были выставлены насаженными на копья для всеобщего обозрения за стенами города Равенны.

#### Готы опустошают Галлию
Военные действия против римлян вскоре возобновились вследствие недоразумений. Вестготы, придя в новую страну и нарушив труд земледельческого населения, оказались перед угрозой не только недостатка в хлебе, но настоящего голода. Так как правитель Африки Гераклиан провозгласил себя императором, законная власть оказалась не в состоянии обеспечить обещанные поставки хлеба. Вестготы сочли это нарушением договора, Атаульф ответил отказом на требование освободить Галлу Плацидию и начал опустошать Южную Галлию. Нарбонна и Тулуза пали, и готы попытались захватить важный порт Массалию (ныне Марсель) (413 год).
Тут они потерпели поражение от римского полководца Бонифация, причём Атаульф был ранен лично Бонифацием и, едва избегнув смерти, отступил. С начала 414 года обе стороны пошли на уступки, не спрашивая на этот раз императора.

### Брак Атаульфа и Галлы Плацидии

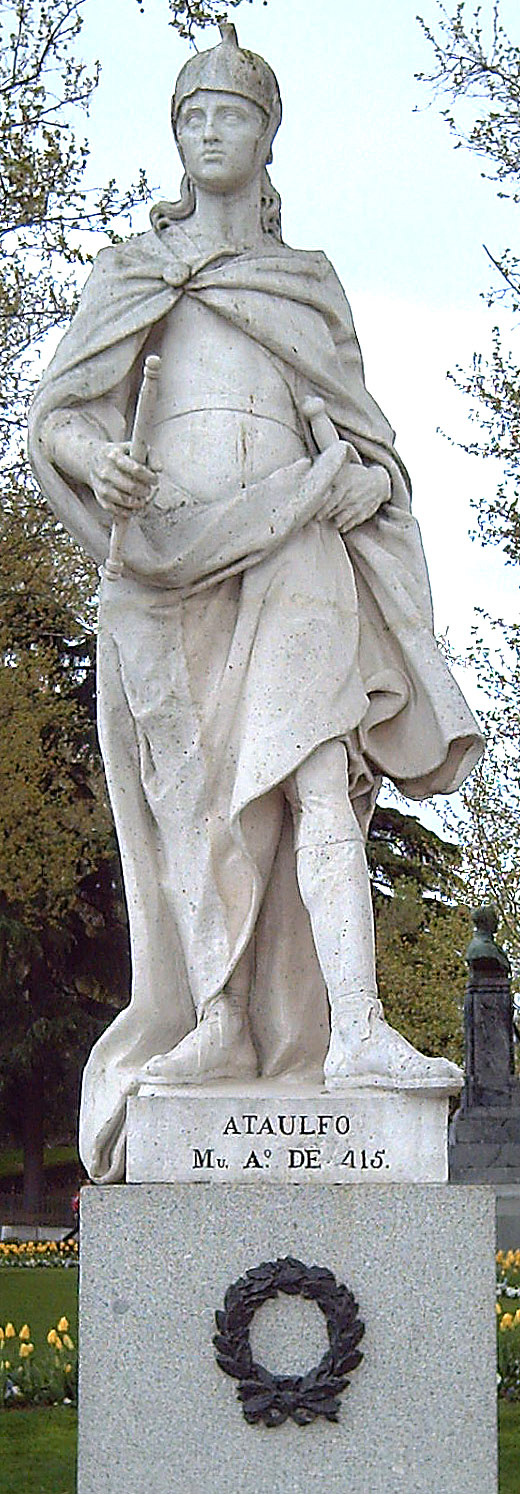
Статуя в Мадриде.

1 января 414 года состоялось бракосочетание Атаульфа и Галлы Плацидии в Нарбонне. Брак гота с римлянкой был из ряда вон выходящим событием. Готы законодательно запрещали смешанные браки вплоть до VI века. Ребёнка от этого брака назвали Феодосием в честь деда, императора Феодосия I Великого. В этом Атаульф отступил от обычая давать германские имена вестготским королевичам, неукоснительно соблюдавшегося ещё в течение двух столетий. Имя Феодосий говорит, что этот ребёнок мог бы претендовать на императорский трон. Ввиду бездетности Гонория подобные надежды вовсе не были беспочвенны.
И действительно, позднее в Западной Римской империи 30 лет царствовал сын Галлы Плацидии от второго брака Валентиниан III. Имя Феодосия содержит также демонстративный намек на проготскую политику Феодосия I Великого, которого историк Иордан назвал «другом мира и готов». Надежды, которые тогда питал Атаульф, можно обобщить в словах «мир путём как можно более тесного римско-готского союза». Сын Атаульфа Феодосий в перспективе мог быть провозглашён королём вестготов, и встать одновременно во главе Римской империи и готского племени. Однако ребёнок умер спустя несколько месяцев, и этим планам не суждено было осуществиться.

### Атаульф в Испании
Несмотря на этот шаг, существенно укрепивший проримские тенденции в вестготской политике, мир удалось заключить далеко не сразу, так как на Галле Плацидии хотел жениться и Констанций, влиятельнейший человек при равеннском дворе. Атаульф вернул из политического небытия полузабытого Аттала и вновь возвёл его на императорский трон. Разразившийся в Галлии голод и выступление войск полководца Констанция вынудили вестготов уйти из Галлии. При отступлении происходили ужасные вещи. Даже дружественный готам Бордо был предан огню.
Готы и аланы, которых Атаульф набрал из последних сторонников Иовина, а также соседние союзы багаудов осадили Вазат (современный Базас). Но укрывшемуся в городе комиту священных щедрот Павлину, который знал лично аланского короля, удалось разжечь противоречия между аланами и готами. Он поссорил осаждавших и ввёл в город аланов для защиты от других варваров, после чего готы отступили.
В конце концов готы, которых Констанций блокировал на суше и на море, очистили морское побережье Галлии, но в начале 415 года они ещё были в Нарбонне. Зимой того же года Атаульф перешёл Пиренеи и, в ходе войны с вандалами, покорил северо-восточную Испанию. Провозглашённый императором Аттал был уведён за Пиренеи, но по пути потерян, после чего он попал в руки сторонников императора Гонория. Маленький Феодосий умер уже в Барселоне и был там похоронен в серебряном гробу.

### Убийство Атаульфа
Атаульф правил 5 лет и был убит в конце августа — начале сентября 415 года в Барселоне. Олимпиодор сообщал, что Атаульф был убит в собственной конюшне. Убийца — дружинник из его личной охраны некий Дувий — якобы отомстил таким образом королю за смерть своего прежнего господина, вождя из национальной готской партии, сторонника самостоятельности и прямой вражды в отношении империи, убитого по приказу Атаульфа «задолго до этого». Возможно этим неназванным вождём был Сар. В пользу этой версии говорит и тот факт, что после убийства Атаульфа к власти пришёл брат Сара Сигерик. Иордан же писал, что Атаульф пал, пронзенный в живот мечом Эвервульфа, над ростом которого он имел обыкновение насмехаться.
Идаций и Исидор Севильский также писали, что Атаульф был убит готом из своего окружения. Как бы там ни было, очевидно, что Атаульф пал жертвой своей политики, за свои симпатии к Римской империи и мирные отношения с императором Гонорием. По свидетельству Павла Орозия, Атаульф был убит за то, что усерднейшим образом следовал просьбам и предложениям о мире своей жены Галлы Плацидии. Олимпиодор повествовал, что, умирая, Атаульф приказал своему брату отдать Галлу Плацидию императору и, если они смогут, сохранить дружбу с римлянами. Когда 24 сентября 415 года весть о смерти Атаульфа дошла до Константинополя, это событие отпраздновали играми и иллюминацией.
От своей первой жены (на основании частичного сохранившегося предания, она была сарматского происхождения) Атаульф имел шестерых детей, которых убил воцарившийся после убийства Атаульфа Сигерик, брат казнённого Атаульфом Сара.